# Flatulencia

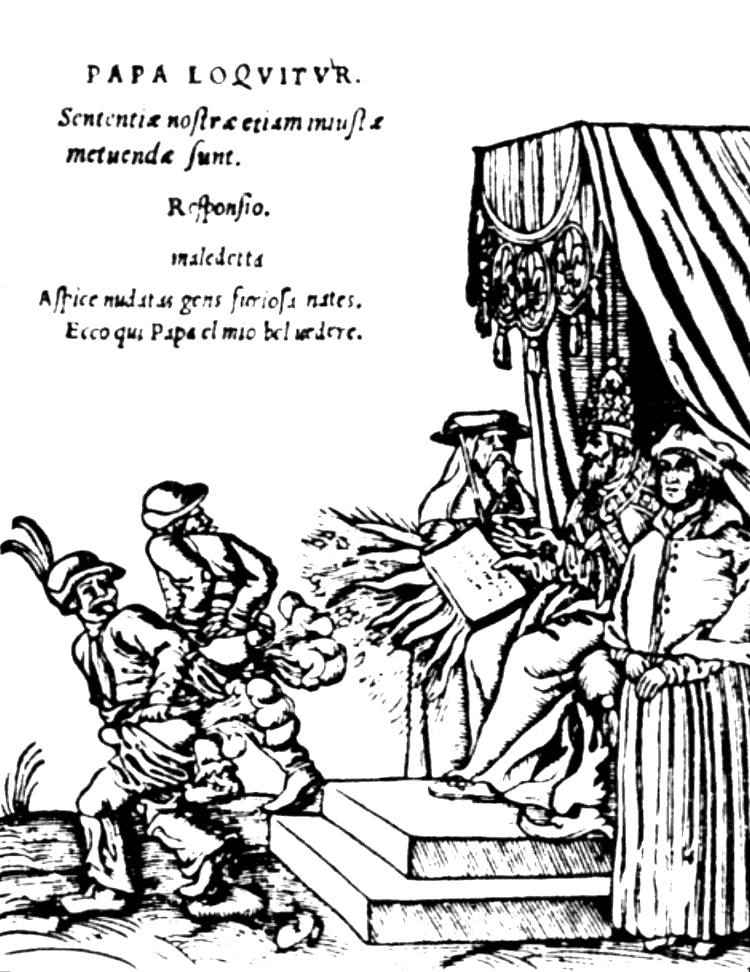
En el contexto de la Reforma protestante, campesinos alemanes expresan con flatulencias su rechazo a una bula del papa Paulo III. De una serie de grabados de Lucas Cranach el Viejo, comisionados por Martín Lutero (1545).

Una flatulencia (coloquialmente: pedo, peo, viento o gas) es la mezcla de gases intestinales que es expulsada por el ano, con un sonido y olor característicos. Estos gases intestinales provienen de tres fuentes: gases producidos a partir de los alimentos por colonias de bacterias intestinales y levaduras simbióticas que viven en el tracto gastrointestinal de los mamíferos; dióxido de carbono (CO2), que se produce por la neutralización del ácido gástrico; y aire tragado. Cuando son excesivos o malolientes suelen indicar la presencia de una enfermedad no diagnosticada o no tratada, entre las que destacan la enfermedad celíaca, la sensibilidad al gluten no celíaca, el síndrome del intestino irritable y la intolerancia a la lactosa.
Los gases originados por la fermentación bacteriana (principalmente hidrógeno y metano) suponen aproximadamente las ¾ partes del total de la flatulencia. En personas sanas, la frecuencia de evacuación de gases a través del recto es variable.

## Flatulencia desde el punto de vista médico
Cuando existe una excesiva producción y evacuación de gases odoríferos, esto puede llegar a ser socialmente incapacitante para algunas personas. En general, la causa se debe a la fermentación por la microbiota del colon de sustancias no digeridas. Es un problema multifactorial y puede tratarse de la manifestación de una dolencia orgánica, como los trastornos de malabsorción.
El cuerpo humano está habitado por una comunidad de microorganismos vivos denominados microbiota. Se estima que está compuesta por unas 1014 células, diez veces más que el total de las células humanas, la mayoría en el colon, predominando Firmicutes, Bacteroidetes y Actinobacteria.
Las principales enfermedades que, sin tratamiento, pueden provocar un exceso de gases o que estos sean malolientes son la enfermedad celíaca, la sensibilidad al gluten no celíaca, el síndrome del intestino irritable y la intolerancia a la lactosa.
Todos los animales expulsan flatos, incluyendo a muchos invertebrados, pájaros, gusanos, hormigas, peces y reptiles. Debido a su diferente dieta, el flato de carnívoros, tales como perros y gatos, por lo general es más oloroso que el de los herbívoros, tales como las vacas.
La producción de gas en la fermentación bacteriana depende fundamentalmente de la cantidad de residuos fermentables de la dieta no absorbidos en el intestino delgado que llegan al colon y de la composición de la flora colónica

## Composición
La flatulencia humana está compuesta de:
- nitrógeno (ingerido, 70-85 %)
- hidrógeno (producido por unos microbios y consumido por otros, 0-50 %)
- dióxido de carbono (producido por microbios aerobios o ingerido, 10-30 %)
- metano (producido por microbios anaerobios, 0-10 %)
- oxígeno (ingerido, 0-10 %).

Los flatos también contienen partículas aerosolizadas de excrementos, aunque en cantidades minúsculas.
La flatulencia está compuesta principalmente por nitrógeno y no por metano, como comúnmente se cree.
El metano es producido por microorganismos metanógenos pertenecientes al dominio Archaea (no al dominio Bacteria) que se encuentran en el interior del intestino. El metano y el hidrógeno son inflamables, por lo que algunas flatulencias son susceptibles de encenderse con fuego. A pesar de esto, algunas pruebas sugieren que dos de cada tres personas no expulsan metano en sus flatulencias.

## Olor de una flatulencia
El intenso mal olor característico proviene de trazas de otros constituyentes producidos por la ruptura de proteínas:
- ácido butírico (olor a mantequilla rancia).
- compuestos del azufre.
  - sulfuro de hidrógeno (olor a huevos podridos).
  - disulfuro de carbono.

## Causas
Los gases intestinales provienen de fuentes exógenas (90 %) y endógenas (10 %). Los gases endógenos se producen como derivados de la digestión de cierto tipo de comida.
Los alimentos que producen flatulencias son, por lo general, ricos en carbohidratos complejos (especialmente oligosacáridos como la inulina) e incluyen
habichuelas,
leche,
cebollas,
batatas,
castañas,
brócoli,
coles,
alcachofas,
levadura del pan,
huevos, etc.
En las habichuelas, los gases endógenos parecen provenir de los oligosacáridos, carbohidratos que son resistentes a la digestión. Estos pasan al intestino delgado prácticamente sin modificar y, cuando alcanzan el intestino grueso, las bacterias se alimentan de ellos, produciendo una abundante cantidad de gas.
Las bacterias intestinales que se alimentan de la lactosa, en el caso de personas con intolerancia a este disacárido, pueden producir un aumento excesivo de gas cuando se consume leche u otras sustancias que contienen lactosa.

## Mecanismo de acción

### Flatulencia anal

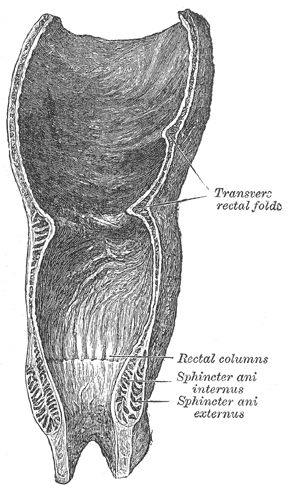
El músculo esfínter interno del ano, integrante del extremo final del aparato digestivo.

Los sonidos comúnmente asociados con la flatulencia se producen por la vibración de la apertura anal. El sonido varía dependiendo de lo contraído que se encuentre el músculo del esfínter y la velocidad a la que se expulsa el gas, así como otros factores como la humedad y la grasa corporal. El músculo esfínter interno del ano, o esfínter anal interno, se encuentra en la parte interior del recto, del cual es una continuación de su capa muscular circular interior. Es uno de los dos esfínteres del ano.
El flato llega al ano siguiendo los mismos movimientos peristálticos que las heces, produciendo sensaciones similares de urgencia e incomodidad.
Las terminaciones nerviosas en el recto aprenden a distinguir entre flatos y heces, aunque las deposiciones demasiado fluidas pueden llegar a confundir estos sensores y provocar una defecación accidental. Conocido coloquialmente como peo con challa (Chile) o peo calduo.

### Flatulencia vaginal
Flatulencia vaginal es el aire que se libera a través de la vagina acompañado por un sonido similar al que ocurre en la flatulencia anal. La ventosidad vaginal, conocida también como flatulencia o pedo vaginal, es la emisión o expulsión de aire acumulado en la vagina y puede ocurrir durante el acto sexual, un estiramiento, el ejercicio físico o a voluntad.
Su sonido es comparable a la flatulencia del ano. Sin embargo, no implica eliminación de gases intestinales y carece de olor. No se trata de una flatulencia real porque no deriva de la fermentación de bacterias.

## Reacciones
Aunque es probable que el humor de la flatulencia se considere divertido, muchas culturas consideran descortés hacer público un gas interno. Rara o comúnmente (esto dependiendo muchas veces del sitio y de las personas presentes), se le puede hacer burla (por medio de risa o hasta lenguaje soez) a quien ha liberado la flatulencia. A esto, muchas veces se siente vergüenza. En casos contrarios, el individuo que llega a percibir el sonido o el olor puede incluso enojarse.

## Impacto ambiental

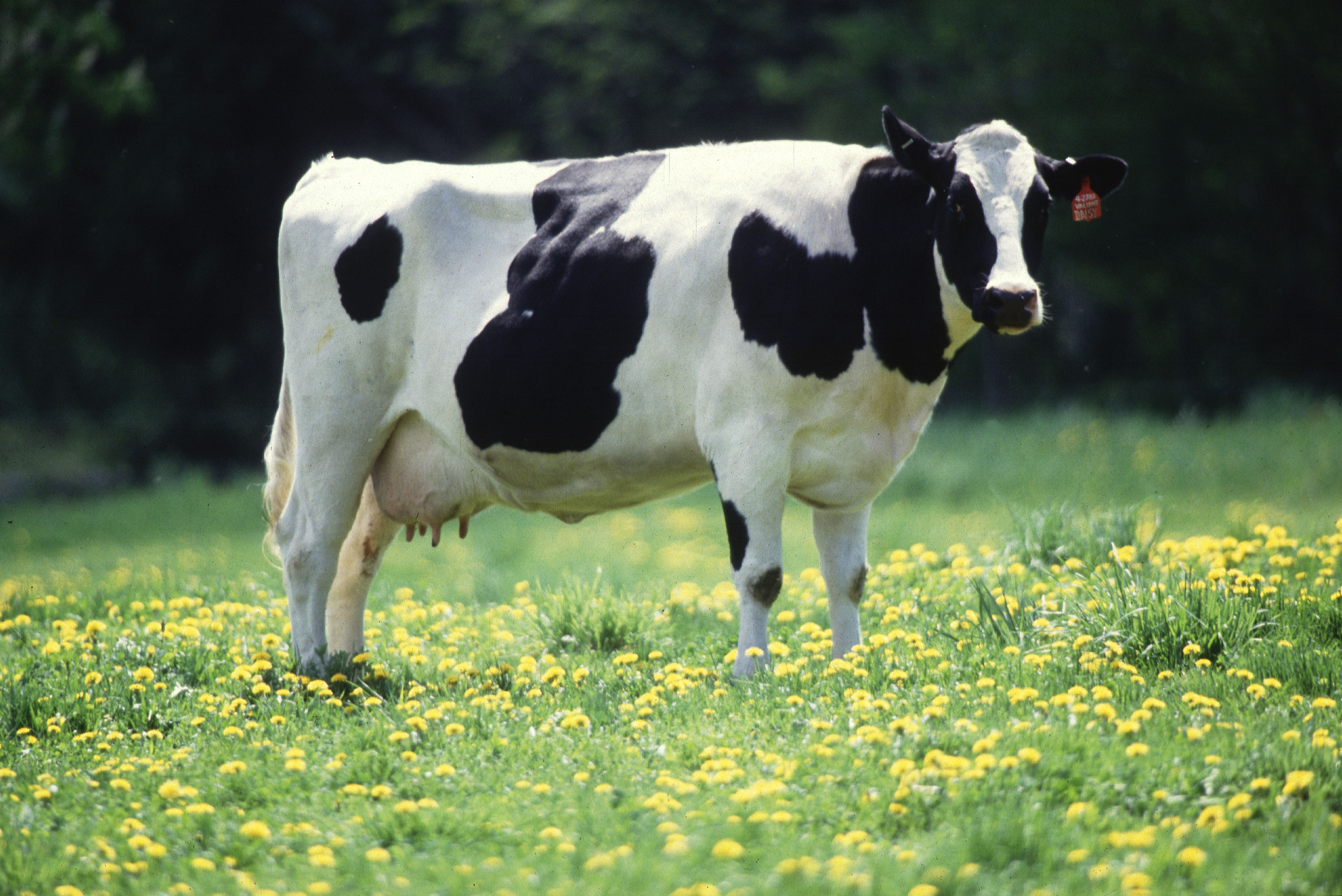
La flatulencia es solamente una pequeña porción de la liberación de metano a partir de las vacas. Estas también eructan metano, debido a la fisiología de su aparato digestivo.

Se culpa a menudo a la flatulencia de ser una fuente importante de gases de efecto invernadero, debido a la creencia errónea de que el metano liberado por el ganado está en el flato. Si bien el ganado produce cerca del 20 % de las emisiones mundiales de metano, el 90-95 % del que es liberado lo es por exhalación o eructos.
Países como Nueva Zelanda producen grandes cantidades de productos agrícolas; por lo tanto, se encuentran en posición de tener altas emisiones de metano del ganado en comparación con otras fuentes de gases de efecto invernadero. El Gobierno de Nueva Zelanda ha firmado el Protocolo de Kioto para tratar de reducir las emisiones de efecto invernadero. Para lograr esto, después de una investigación agrícola, fue propuesto un impuesto, que rápidamente se hizo conocido como un «impuesto al pedo». El gobierno se encontró con la negativa de los agricultores, grupos de presión agrícolas y políticos de la oposición.
En Fresno, California, se utiliza un sistema para recoger metano derivado de ganado lechero y convertirlo en biogás en asociación con Pacific Gas & Electric (PG&E) y Soluciones de Bioenergía, mediante el cual ésta vende el metano recogido a partir del excremento de vaca a PG&E, que luego convierte el metano en biogás utilizable, muy similar al gas natural. Se debe reconocer, no obstante, que esto no tiene nada que ver con la flatulencia. El gas en cuestión se produce por fermentación.
En Argentina, el doctor Guillermo Berra ―del INTA (Instituto Nacional de Tecnología Agropecuaria) de ese país― logró recolectar, purificar y comprimir los gases que emiten los bovinos. Su intención es utilizarlos como fuente alternativa de energía. Según el doctor Berra, se podrá utilizar en varios dispositivos. Mediante este sistema podrían disminuir las emisiones de un gas que provoca el efecto invernadero.

## La flatulencia en la literatura y el arte

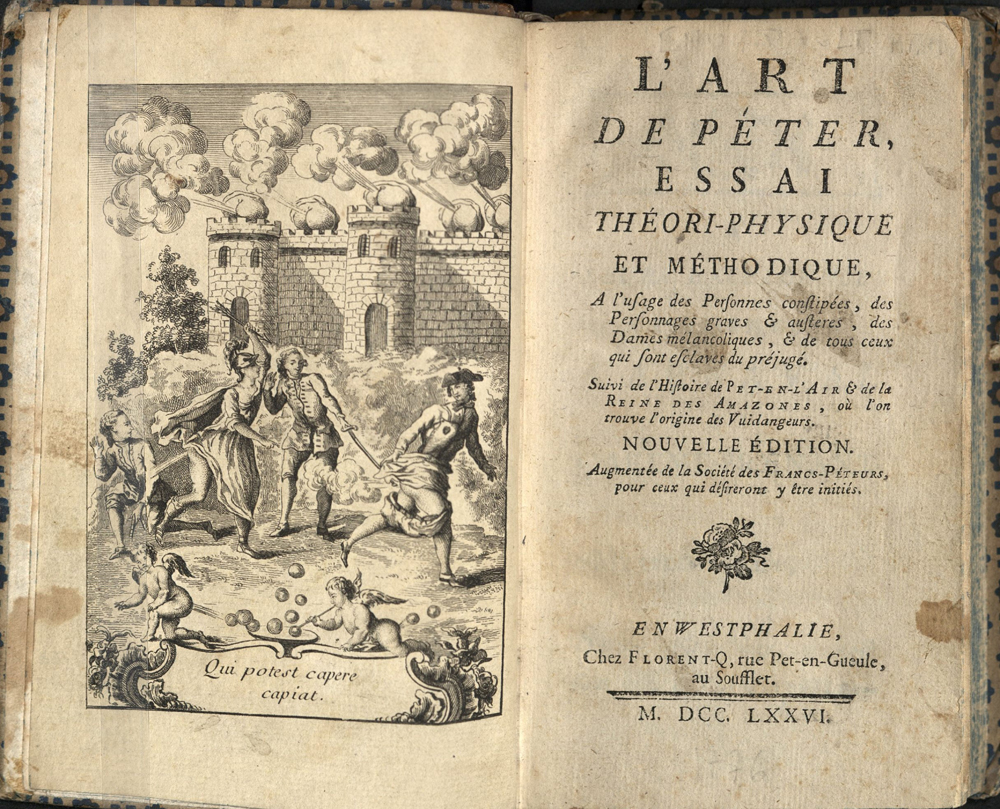
L'Art de péter, El Arte de Peerse (en Westphalie, Chez Florent-Q, rue Pet-en-Gueule, au Soufflet, MDCCLXXVI).

- Aristófanes (444-385 AC) escribió en 424 Los caballeros, cuyo texto es escatológico y contiene numerosos pasajes de flatulencias.
- Dante Alighieri (1265-1321), en La Divina comedia en la última línea del capítulo 21 del «Infierno», se lee un ejemplo del uso demoníaco de una función natural del cuerpo: Ed elli avea del cul fatto trombetta («y él había, del culo, hecho trompeta»).
- Geoffrey Chaucer (1343-1400) escribió Los Cuentos de Canterbury. En el Cuento del molinero, hay una de las incidencias más celebradas del humor de flatulencia en literatura inglesa: «Nicholas levantó rápidamente la ventana y asomó su culo hacia afuera… Entonces Nicholas dejó escapar un pedo con un ruido tan grande como un trueno, de modo que Absolom casi fue arrojado por su fuerza. Pero él tenía listo su hierro caliente y golpeó violentamente a Nicholas en medio de su culo» (líneas 690-707).
- Rolando el Pedorro (conocido en registros contemporáneos como Roland le Fartere, Roulandus le Fartere o Roland le Petour) fue un flatulista medieval que vivió en la Inglaterra del siglo XII. Su verdadero nombre no era Rolando sino George, pero adoptó ese nombre para desarrollar su actividad artística. Como parte de sus servicios, cada Navidad estaba obligado a escenificar la obra “Unum saltum et siffletum et unum bumbulum " (“Un salto, un silbido y un pedo) para la corte del Rey.
- Friedrich Dedekind (siglo XVI), Grobianus et Grobiana, aparecen en Inglaterra en 1605 como La escuela de Slovenrie: «Oh, Cato se dio vuelta de adentro hacia afuera», publicado por R. F. Esta escuela enseñaba a sus estudiantes que contener el deseo de orinar, peer y vomitar era algo malo para la salud. De esta manera, uno tiene que complacer libremente las tres actividades.
- François Rabelais (1494-1553) escribió en (1532) Gargantua y Pantagruel. En esta obra, se refiere a un pedo que hizo temblar la tierra nueve millas a la redonda.
- Montaigne (1533-1592), escribió el capítulo «De los recipientes para descargar el vientre» (en su ensayo La fuerza de la imaginación), que es una discusión acerca de la flatulencia: «Yo mismo conocí uno tan bruto, que por cuarenta años utilizó su culo como respiradero principal intermitentemente hasta que murió de ello».
- Miguel de Cervantes (1547-1616), en El Quijote de la Mancha, capítulo 20, Don Quijote y Sancho Panza van en busca de agua. Es de noche y tienen mucha sed. De repente oyen unos golpes, y a Sancho le entra mucho miedo. No quiere que don Quijote se vaya para enfrentarse a esta ‘aventura’ y con llantos y sollozos intenta retenerlo. Como su amo no se deja ablandar, el escudero recurre a una maña atando los pies de Rocinante de modo que no puede moverse. Para entretener a don Quijote, Sancho le cuenta una historia de manera muy torpe. Como no osa alejarse, el escudero hace sus necesidades al lado de don Quijote y explica un flato como señal de una nueva aventura: «¿Qué rumor es ese, Sancho? - Alguna cosa nueva debe de ser».
- Francisco de Quevedo (1580-1645) en su obra Gracias y desgracias del ojo del culo demuestra que «se ha de advertir que el pedo antes hace al trasero digno de laudatoria que indigno de ella». En su Poema al Pedo trata de explicar en forma rimada qué es un pedo, cómo son los pedos y hace notar que todas las personas producen gases.
- Hans Jakob Christoph von Grimmelshausen (1621-1676) fue un escritor alemán del Barroco. Su obra sentó las bases de la novela barroca alemana. Escribió diez libros pero solamente se han traducido al español cinco. Entre ellos El aventurero Simplicíssimus que empieza narrando la educación como huérfano del héroe, educado por un aldeano casi como un animal de granja más. Esto se aprecia en el siguiente pasaje «Mientras yo me divertía con estas peroratas se me escapó, sin pensarlo, un viento tan enorme de la barriga, que ambos, secretario y yo, quedamos asustados. Al instante se anunció con tal potencia, en mi nariz y en toda la estancia, como si no se le hubiese oído antes lo suficiente. ¡Lárgate, marrano!, exclamó el secretario, vete con los otros cerdos a la pocilga, casarás mejor con aquellos que conversando con gente honorable. Pero se vio obligado, tanto como yo, a evacuar el lugar y dejar todo el espacio a la maldita pestilencia».
- Benjamin Franklin (1706-1790), escribió alrededor de 1781 el ensayo «Pee orgullosamente». En él discute los diferentes componentes de la comida y su influencia en el olor de los flatos.
- Pierre-Thomas-Nicolas Hurtaut (1719-1791), escribió el ensayo físico teórico «El Arte de tirarse pedos» en 1751, cuyo extracto es el siguiente: «Es en el mundo social donde el pedo puede tener sus mejores desarrollos, ya sea para iniciar una conversación, para hacer callar a un contertulio fatigoso o como salida triunfal en una disputa dialéctica. Hay que ser claro: el pedo es un acto de afirmación existencial solo al alcance de aquellos que han conquistado su libertad más allá de los prejuicios sociales».
- Marqués de Sade (1740-1814), cuyo nombre completo fue Donatien Alphonse François de Sade, escribió La filosofía en el tocador. En ella, unos «educadores», en el transcurso de unas horas, corrompen completamente a una adolescente. Aparece en la obra el siguiente pasaje «Sra. de Saint-Age: Cuanto queráis, amigo mío; mas mi venganza está dispuesta, te lo advierto; juro que a cada vejación, te soltaré un pedo en la boca. Dolmancé: ¡Ah! ¡Santo Dios! ¡Qué amenaza! Es apremiarme a ofenderte. (La muerde.) ¡Veamos si mantienes la palabra! (Recibe un pedo.) ¡Ah! ¡Joder! ¡Delicioso, delicioso![…] (Le da un azote y al instante recibe otro pedo). ¡Oh! ¡Es divino, ángel mío!».
- Esteban Echeverría (1805-1851), en su obra El Matadero, comenta que a falta de carne y excesivo consumo de legumbres, se desata en la población una epidemia de gases. «Se originó de aquí una especie de guerra intestina entre los estómagos y las conciencias, atizada por el inexorable apetito y las no menos inexorables vociferaciones de los ministros de la Iglesia, quienes, como es su deber, no transigen con vicio alguno que tienda a relajar las costumbres católicas: a lo que se agregaba el estado de flatulencia intestinal de los habitantes, producido por el pescado y los porotos y otros alimentos algo indigestos».

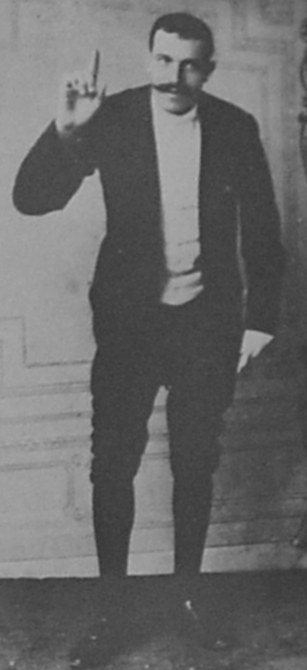
Joseph Pujol, alias le Pétomane

- Juan Valera (1824-1905): un pedo es el eje central de su cuento La Reina Madre.
- Émile Zola (1840-1902): en La Tierra (el volumen 15 de la serie Les Rougon-Macquart), del hijo mayor de Fouan pee cuando desea y gana concursos por esta destreza.
- Guillaume Apollinaire (1880-1918), en su obra Las Once Mil Vírgenes, se refiere a pedos en cinco oportunidades. En el capítulo 1 página 26 «dejó escapar dos o tres buenos pedos que apestaron la atmósfera […]».
- James Joyce (1882-1941): en Ulises (1922), el personaje Leopold Bloom se tira pedos en el capítulo de las sirenas. En Cartas de amor a Nora Barnacle que es la reunión de cartas de James Joyce a su esposa Nora Barnacle en una de ellas le escribe «Tenías un culo lleno de pedos aquella noche .. ».
- Domingo Acosta Guión (1884-1959) nació en Canarias y fue uno de los poetas de la isla de La Palma. Gran parte de su obra se perdió durante la guerra civil española, debido a la militancia republicana del autor; no obstante, existe una antología poética publicada en 2011. Maestro en el arte de lidiar con la escatología, escribió El Madrigal del Pedo cuyos versos finales son «Cáguese, pues, sin cuidado,/ que ahogar el culo es de necio,/ y que cuando es más sonado/el pedo no tiene precio./ Por cumplidos no lo haga/ y cáguese en donde esté,/ porque si usted no se caga/ pueden cagarse en usted./ Y después que haya aflojado/ dígale al pedo: “¡Bendito!”/ y que siempre sea loado,/ si es que es pedo y no es pedito».
- Roberto Arlt (1900-1942) en Los lanzallamas, publicada en 1931, escribió: «Barsut respira dificultosamente. La atmósfera del cuarto está caliente como la de un horno,e impregnada por la deflagración de la pólvora, de un intenso olor a pedo seco».
- Leopoldo Marechal (1900-1970) en Adan Buenosayres, publicada en 1948, refiere «Y vendrá la noche, y dos millones de cuerpos rendidos caerán a tierra; dos millones de cuerpos horizontales, bajo la mirada sin sueño de Dios, dormirán ruidosamente rajando a pedos las conyugales sábanas. Y quién velará en esta ciudad de la gallina? Solo algunos espíritus insomnes que, junto a sus hermanos dormidos, piensan en la Ciudad del Búho, en la ciudad interior que no se, ni se huele, ni se toca». (Adán, P.58).
- Samuel Beckett (1906-1989), escribió en 1951 en francés la obra de teatro Molloy, En ella, discute la Antropología del Pedo: «En invierno me envolvía, bajo el abrigo, con tiras de papel de periódico, y no me las quitaba hasta que despertaba la tierra, hasta que despertaba realmente, en abril. El Suplemento Literario del Times era excelente a tal efecto, de una solidez e impermeabilidad a toda prueba. Ni los pedos lo rompían. Qué voy a hacerle, suelto ventosidades a cada paso, de modo que alguna alusión he de hacer de vez en cuando al asunto, pese a la lógica repugnancia que me inspira. Un día conté mis gases. Trescientos quince en diecinueve horas, lo que da una media de más de dieciséis pedos por hora. Lo cual no es mucho. Cuatro pedos cada cuarto de hora. Total, nada. Ni un pedo cada cuatro minutos. Es increíble. Vaya, vaya, soy un pedorrero de pacotilla, he hecho mal en decir otra cosa. Resulta extraordinario cómo las matemáticas ayudan a conocerse a sí mismo».
- Julio Cortázar (1914-1984), en el capítulo «Lucas, sus pudores» de su novela Un tal Lucas (1979), se refiere a la inhibición que provoca ir a los servicios en casa ajena. Al respecto, describe el problema de soltar un gas en el cuarto de baño «Si el invitado que va al baño es Lucas, su horror sólo puede compararse a la intensidad del cólico que lo ha obligado a encerrarse en el ominoso reducto. En ese horror no hay neurosis ni complejos, sino la certidumbre de un comportamiento intestinal recurrente, es decir que todo empezará lo más bien, suave silencioso, pero ya al final, guardando la misma relación de la pólvora con los perdigones en un cartucho de caza, una detonación más bien horrenda hará temblar los cepillos de dientes en sus soportes y agitarse la cortina de plástico de la ducha, Nada puede hacer Lucas para evitarlo; ha probado todos los métodos, tales como inclinarse hasta tocar el suelo con la cabeza, echarse hacia atrás al punto de que los pies rozan la pared de enfrente, ponerse de costado e incluso, recurso supremo, agarrarse las nalgas y separarlas lo más posible para aumentar el diámetro del conducto proceloso. Vana es la multiplicación de silenciadores tales como echarse sobre los muslos todas las toallas al alcance y hasta las salidas de baño de los dueños de casa; prácticamente siempre, al término de lo que hubiera podido ser una agradable transferencia, el pedo final prorrumpe tumultuoso».
- Adolfo Bioy Casares (1914-1999) escribió en su diario de conversaciones con Jorge Luis Borges «Es que un artista no se resigna a contar exactamente cómo fue un almuerzo en una casa burguesa: inventa algo». Octavio Paz envió a «Sur» un poema de amor, con el verso «tus pedos estallan y se disipan». Borges: «Se verá a sí mismo como un conquistador de nuevas regiones para la poesía… Qué regiones». Bioy: «Menos mal que se disipan». Borges: «Si no, serían esos pedos sin ruido y sin olor, de que hablan los chicos; la idea abstracta». El diario fue publicado en 2006 por Daniel Martino.
- Alejandro Dolina (1944) escribió el cuento breve Historia del que se desgració en el tren, en donde vincula al hecho de desgraciarse con los demonios y la mala suerte en el momento menos indicado: «Gorriti tomaba todos los días el tren de las 14.35. Y todos los días se fijaba en una estudiante morocha. Con prudente astucia trataba de ubicarse cerca de ella y —a veces— ligaba una mirada prometedora. Una tarde empezó a saludarla. Y algunos días después tuvo ocasión de hacerse ver, ayudándola a recoger unos libros desbarrancados. Por fin, un asiento desocupado les permitió sentarse juntos y conversar. Gorriti aceleró y le hizo conocer sus destrezas de picaflor aficionado. No andaba mal. La morocha conocía el juego y colaboraba con retruques adecuados. Sin embargo, los demonios decidieron intervenir. Saliendo de Haedo, la chica trató de abrir la ventanilla y no pudo. Con gesto mundano, Gorriti copó la banca. Se prendió de las manijas, tiró hacia arriba con toda su fuerza y se desgració con un estruendo irreparable. Sin decir palabra, se fue pasillo adelante y se largó del tren en Morón. Desde ese día empezó a tomar el tren de las 14.10».
- Augusto Roa Bastos (1917-2005) escribió el cuento Bajo el puente, en donde expone la afinidad entre un pedo y su dueño: «Al niño lo tratamos muy bien. La voz del maestro yéndose: Claro, cómo no, don Chiquito. A cada uno le güele bien su pedo».
- Paco Ignacio Taibo I (1924-2008) escribió un ensayo dedicados a la historia de la gastronomía y sus diferentes aspectos. El libro Breviario de la Fabada se publicó por primera vez en 1981 y ha sido editado en dos ocasiones. En él aparece un capítulo llamado «La defensa del pedo». Allí se refiere: «El día 17 de febrero de 1816 el Inquisidor General para todas las Américas prohibió, bajo pena de excomunión mayor, que el pedo fuera defendido. Don Francisco Javier Mier y Campillo, por la gracia de Dios y de la Santa Sede Apostólica, obispo de Almería, caballero de la Gran Cruz de la Real y Distinguida Orden de España de Carlos III y otros títulos, nombramientos, aspavientos y aclamaciones más, era enemigo jurado del pedo.En el documento en que prohíbe que se lea el libro titulado Defensa del pedo, el obispo advierte que lo que pretende con la prohibición es prevenir el daño […]» y continúa.
- Guillermo Cabrera Infante (1929-2005) escribió la novela Ella cantaba boleros en 1999. En ella finaliza el relato con un pedo: «Estrella me dijo, Nadar mi socio ¿estás inflando un globo?, queriéndome decir (yo lo conozco bien) que me estaba peando y me acordé de Dalí que dijo que los pedos son el suspiro del cuerpo y casi me reí porque se me ocurrió que el suspiro es el pedo del alma y la Estrella seguía roncando sin importarle nada de nada, y el fracaso aquel parecía solamente el mío y me levanté y fui a la cocina a tomar un trago que me bebí allá en silencio y en silencio me llegué hasta la puerta y me fui».
- Milan Kundera (1929—2023) escribió la novela La insoportable levedad del ser. En ella, la madre de Teresa se tira pedos como ilustra el siguiente pasaje: «Luego la madre dijo: “Teresa no quiere hacerse a la idea de que el cuerpo humano mea y echa pedos”. Teresa estaba roja de vergüenza pero la madre continuaba: “¿Hay algo de malo en eso?”, y ella misma respondió de inmediato a su pregunta: soltó una sonora ventosidad. Todas las mujeres se rieron».
- Eduardo Mendoza (1943) escribió la novela El asombroso viaje de Pomponio Flato en 2008. Transcurre en el siglo I de nuestra era. Pomponio Flato viaja por los confines del Imperio Romano en busca de unas aguas de efectos portentosos. Esta novela es una parodia de novela histórica, policial y hagiográfica El protagonista va desvelando entre pedo y pedo un misterioso asesinato.
- Philip Roth (1933-2018) escribió en su novela El mal de Portnoy en 1969: «Cuando yo me tiro pedos en la bañera ella se hunde y besa las burbujas».
- Mario Vargas Llosa (1936) escribió en su nouvelle Los Vientos algo que el lector no tardará en entender, no son más que gases, flatulencias que asaltan al personaje principal en situaciones estresantes. «Fui a la manifestación por la clausura de los cines Ideal, en la Plaza de Jacinto Benavente y, apenas acababa de comenzar, me sobrevino uno de esos vientos intempestivos que ahora me asaltan con frecuencia. Pero nadie se dio cuenta a mi alrededor» y “En la librería del vejete tuve un viento que no pude disimular. Nadie le dio importancia, salvo Osorio, por supuesto, que sonrió con una de sus sonrisas luciferinas y movió por un instante, disgustado, las aletas de su nariz».
- Abelardo Castillo (1935—2017), escribió la novela Crónica de un iniciado en 2009. El protagonista, Esteban Espósito, llega sin saber cómo a Córdoba, Argentina, ciudad tan mítica como real, donde el tiempo parece comportarse de un modo inexplicable, y donde pasará treinta y seis horas decisivas de su vida, en octubre de 1962. En la inminencia de la guerra por la crisis de los misiles, escribe: «En nuestros días no queda un solo hombre, por grande y universal que sea, capaz de pensar el mundo como Imago, como mansión, capaz de rearmarlo desde sus escombros. Y, en aquel tiempo, por lo menos hubo uno, y fue el último. “Si me vas a nominar al taradón de Hegel”, prorrumpió el padre Cherubini algo atragantado por el último vaso, “me levanto”, y lanzó un horrísono pedo».
- James Scott (1936), en su libro Los dominados y el arte de la resistencia, escribió «Cuando el gran señor pasa, el campesino sabio hace una gran reverencia y silenciosamente se echa un pedo».
- Ana María Shua (1950) hizo una recopilación titulada El Libro de los Pecados, los Vicios y las Virtudes, en la cual incluye un cuento popular árabe titulado «El Pedo Histórico». En un pasaje, cuenta: «Las doncellas exhibieron a la novia siete veces seguidas con distinto traje, y tan hermosa era que los invitados pidieron que pasara una octava vez. Las señoras de edad la condujeron a la alcoba y la acostaron y prepararon para recibir a su esposo. Abd-el-Kader se dirigió a la alcoba a paso lento y erguido y para demostrar que era un señor, al entrar se sentó un momento en el sofá y luego se levantó para despedir a las mujeres cuando, ¡oh dolor!, el vientre atiborrado de viandas pesadas y bebidas fuertes, se le escapó un pedo ruidoso y prolongado.Todos disimulan. Las doncellas hablan entre sí, la novia sacude sus pulseras, para disimular el ruido, Abd-el-Kader siente tal vergüenza que baja al patio de la casa, ensilla una yegua y huye, llorando, en la noche, cruza dormidos poblados hasta la orilla del mar, donde embarca en un navío rumbo al Hindustán, y surca el mar hasta la costa Malabar».
- Iain Banks (1954) escribió en su novela La fábrica de Avispas en 1984 acerca de un detector telepático de pedos que posee el padre en la novela «Mi padre tiene una teoría sobre la relación entre la mente y el intestino es crucial y muy directo. Ha afirmado que desde diversos pedos puede decir no sólo lo que la gente ha comido o bebido, sino también el tipo de persona que son, lo que tienen que comer, si son emocionalmente inestables o molestos, si se mantienen secretos, riéndose de ti a tus espaldas o tratando de congraciarse contigo, e incluso lo que están pensando en el momento preciso en que emita el pedo (esto en gran parte del sonido)».
- Jo Nesbø (1960) escribió El doctor Proctor y los polvos tirapedos, en donde cuenta que «había una vez una hermosa princesa que vivía en un palacio rodeado de un jardín repleto de rosas y orquídeas. Pero eso es otra historia. Esta trata de pedos. Pero no de esos pedetes que sueltas sin que nadie se dé cuenta. No, aquí estamos hablando de pedos como cañonazos, de pedos que revientan los pantalones y lanzan a los niños por los aires. Y esta historia también trata un poco de unos malvados gemelos, de una rata de agua de Mongolia, de unos flanes larguísimos y de una serpiente constrictora aún más larga. Pero sobre todo trata de lo que pasa cuando Tapón, un niño diminuto, pelirrojo de un rojo chillón, se muda a la calle de los Cañones y conoce a Lise y a un profesor chiflado o casi, una mañana soleada, el día antes de la fiesta nacional de Noruega».
- En 1998, la Dra. Mara Sidoli obtuvo el Premio Ig Nobel de Literatura por su informe «Las flatulencias como defensa contra los terrores innombrables»[10]
- Joël Dicker (1985), escribió en 2012 La verdad sobre el caso Harry Quebert en él cuenta que la madre del protangonista. Marcus Goldman, presiente que su hijo tiene ganas de tirarse un pedo y le dice: «si quieres me voy afuera para que te tires tu pedo».
- Sandra Alonso Villar (2022), publicó el título “¿Ha sido un pedo?” donde aborda un tema que “por escatológico siempre hace gracia a los niños” y parte de algo tan inocente como que a la protagonista se le escape un pedo cuando está en clase de educación física, para mostrar que, aunque es algo fisiológico, debe evitarse en público. Para ello, en el álbum ilustrado se muestra cómo otros compañeros de clase disimulan sus ventosidades tosiendo o tocando la flauta a la vez para que no se les oiga.
- Moore Nicola (2022), publicó el título de literatura infantil “El libro de los pedos: frota y huele” donde se pregunta a qué huele el pedo de un unicornio, de un oso o el de un koala. Lo hace mediante las solapas del libro para que los niños lo descubran  mediante rimas
- He Gassen En Japonés: 屁 合 戦 Competencia de pedos o Batalla de Pedo. Se trata de arte japonés en rollos de papel creado durante el periodo Edo de Japón por un artista desconocido. Los rollos de papel han sido digitalizados por la Biblioteca de la Universidad de Waseda conocida también como Soudai en Japón. Estos dibujos y otros similares fueron creadas en respuesta a la creciente intrusión de los europeos en Japón durante el período Edo. Los rollos de papel muestran al pueblo, en su mayoría hombres, en varios estados de desnudez tirando pedos en dirección de otras personas, animales y otros objetos.Los pergaminos fueron dibujados en torno a 1810 y representan un imaginativo muestrario de batallas y duelos en los que las flatulencias son las únicas armas utilizadas: pedos de un jinete desde su caballo hacia un peatón, duelos de dos pedorros contra dos, cómo hacer levitar a un gato con un pedo o a un monje con sendos pedo-chorros femeninos, cómo almacenar pedos en sacos como armas de destrucción olfativa y así hasta agotar el catálogo de situaciones ridículas.

## La flatulencia en la mitología
Los Kappa. En la mitología japonesa los kappa se suelen representar como seres antropomórficos del tamaño de un niño, con la forma de una rana. En su cara el aspecto es de una tortuga. En ocasiones se los representa con un caparazón. Naturalmente los Kappa habitan en ríos y lagunas de Japón. Se desplazan con sus extremidades con forma de aleta y logran grandes velocidades al nadar. Los Kappa se alimentan de sus víctimas arrancándoles y comiéndose el shirikodama que se trata de una especie de bola que se encuentra dentro del ano, posiblemente referida a la próstata En los cuentos tradicionales japoneses estos personajes aparecen en el rol de los malos. Suelen tirarse flatulencias muy fuertes, se esconden para mirar mujeres mientras se desvisten, roban en los huertos y también raptan a niños o mujeres. Muchas aldeas japonesas utilizan fuegos artificiales cada año para asustar a los malos espíritus, entre ellos los kappa. Sin embargo, según la mitología, son seres muy educados porque siguen a la perfección el código de conducta japonés.
Tiene un físico infantil , y todo su cuerpo es de color verde o rojo. A menudo hay una placa en la parte superior de la cabeza . La placa es una zona circular, lisa y sin pelos que siempre está mojada con agua, y si la placa se seca o se agrieta, pierde su fuerza o muere. Tiene un pico corto , un caparazón parecido al de una tortuga en su espalda , manos y pies palmeados y se dice que tiene tres anos . Su olor corporal es a pescado y su apariencia a veces se describe como la de un mono o una nutria .
Se dice que ambos brazos están conectados dentro del cuerpo, y si tiras de un brazo, el otro se encogerá y, a veces, simplemente se caerá. Este es un monstruo mono chino con ambos brazos conectados dentro del cuerpo. Tiene las mismas características que. el Mono Tong-wag que se dice que existe.
La imagen de kappa en los libros de herboristería e historia natural anteriores al siglo XVIII no era la de un anfibio. Por ejemplo, en el "Shogakushu" compilado en 1444, está escrito que " una nutria envejece y se convierte en kappa". Además, en la sección " Diccionario japonés-portugués ", "kawara" se describe como un tipo de bestia parecida a un mono que vive en los ríos. A mediados del siglo XVIII se creó un modelo kappa de estilo Edo, similar a un anfibio y que se asemeja tanto a una rana como a una tortuga de caparazón blando. Este modelo fue rápidamente aceptado por la gente de Edo, quienes, al vivir en una región sin montañas y con poco contacto con la imagen de los monos, encontraron en él una representación adaptada a su entorno cultural. En el siglo XIX, esta figura se difundió por todo el país a través de diversas publicaciones, lo que permitió que se integrara en la tradición popular y en distintas expresiones artísticas. Además, su imagen fue plasmada en grabados, relatos y obras teatrales, consolidándose como un símbolo de la fusión entre la tradición y la innovación en la sociedad japonesa. Con el tiempo, el kappa de estilo Edo llegó a representar no solo elementos míticos, sino también la capacidad de adaptación cultural y la creatividad en el arte popular japonés.

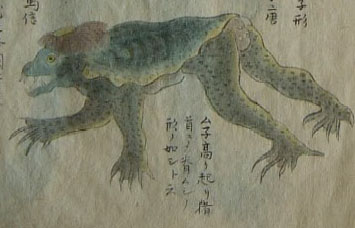
Un kappa que se cree que fue capturado en Chiba, al este de Tokio, en 1801.

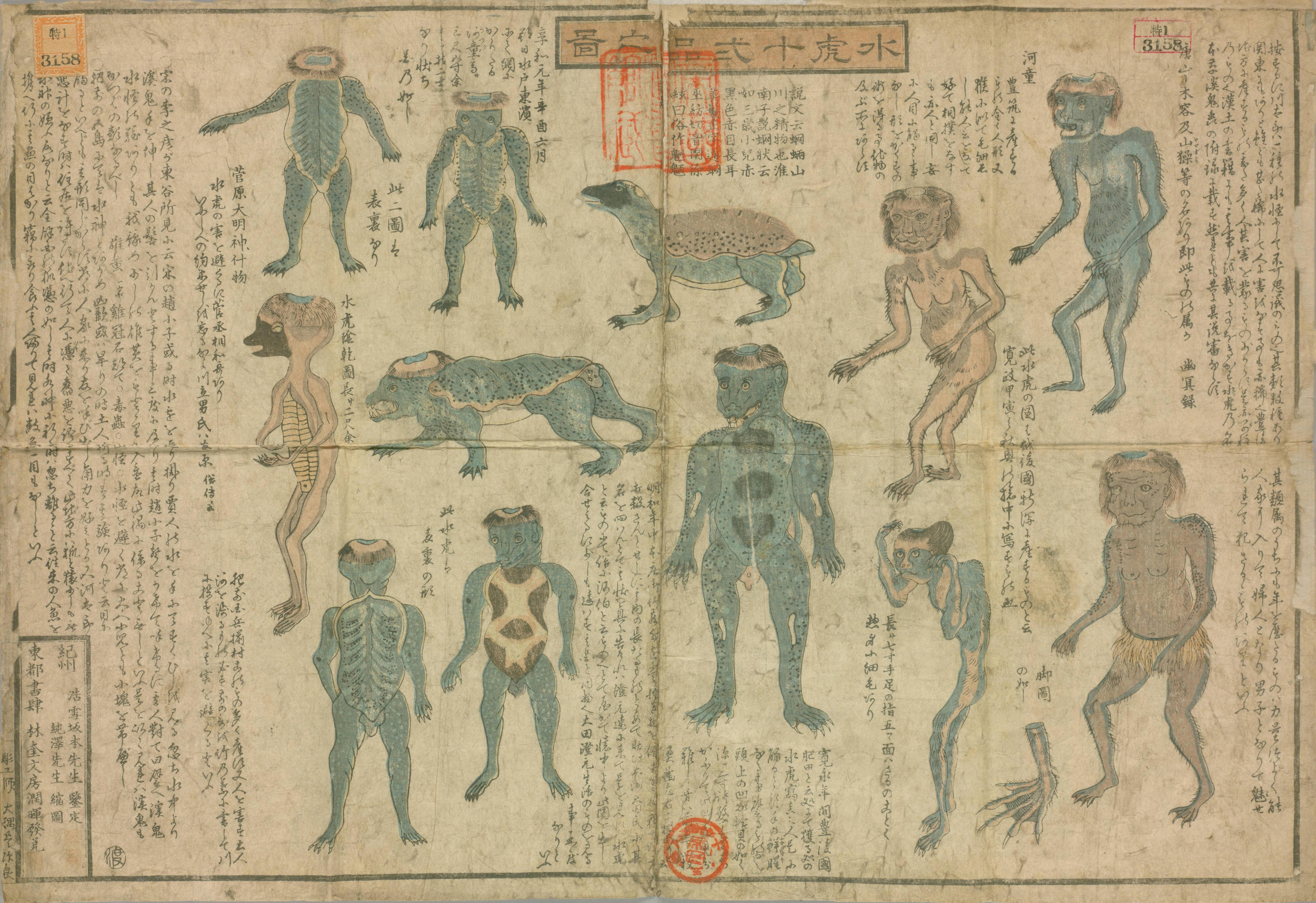
Ilustraciones sobre los kappa que datan de mediados del del libro 水虎十二品之図 (Suiko juni-hin no zu) (Guía ilustrada a 12 tipos de los kappa) autor e ilustrador Juntaku.

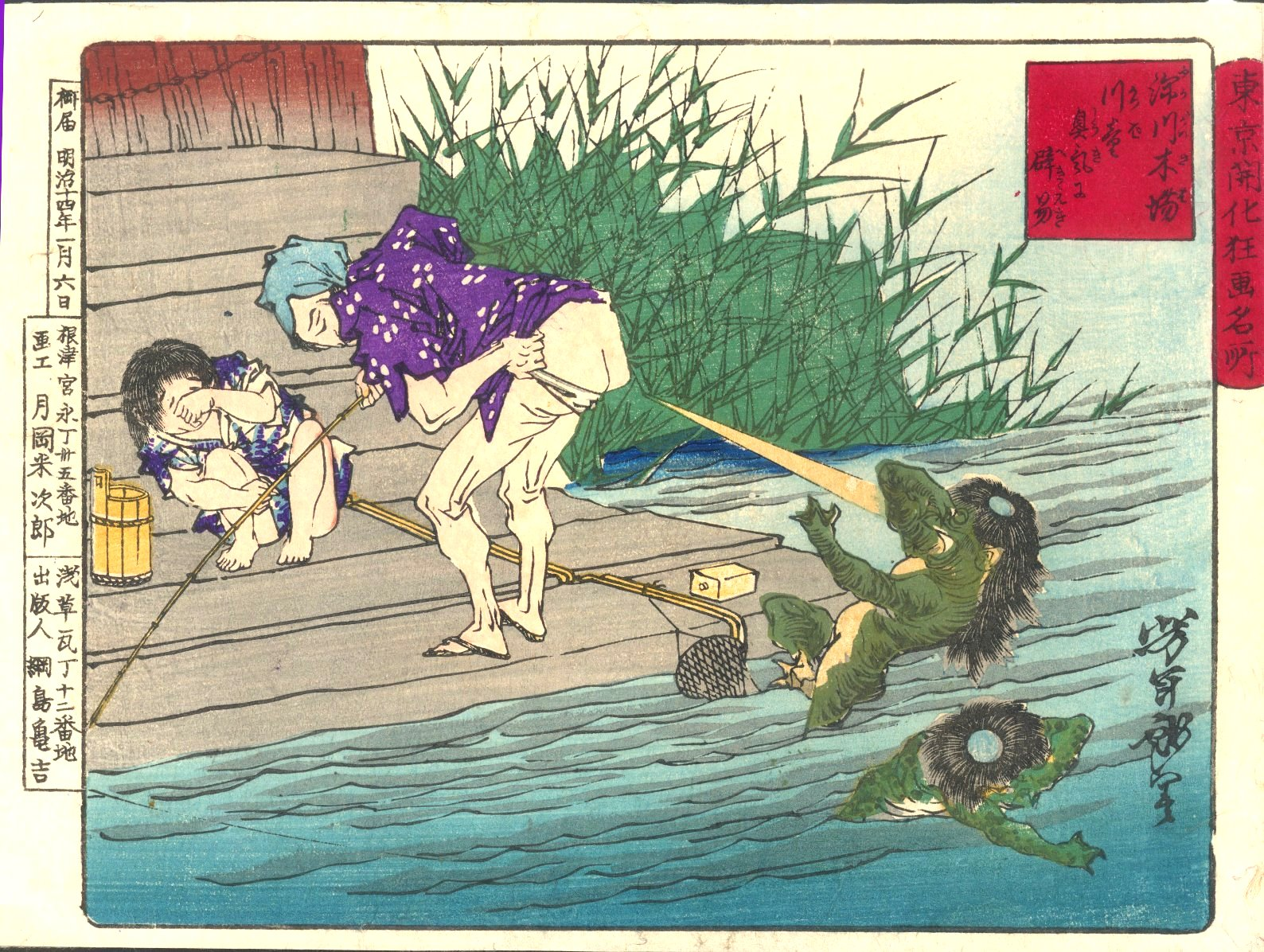
Combatiendo a un Kappa

## La flatulencia en el cine y artes audiovisuales
- En la serie de videojuegos Samurai Shodown el personaje Earthquake se distingue por sus ataques con flatulencias (un agarre que dirige la cara del oponente a su trasero y le expulsa un flato en la cara). En el crossover SVC Chaos: SNK vs. Capcom, el mismo peleador puede expeler nubes de gases intestinales de corto alcance.
- En la película Locura en el Oeste, de Mel Brooks, unos vaqueros sentados alrededor del fuego comen frijoles. A los pocos minutos comienzan con una serie de flatos que inundan el aire de la región.
- En la película ¡Ay, Carmela! de Carlos Saura se representa una comedia. El público, enloquecido, pide al primer actor «¡los pedos, los pedos!», pues es una destreza suya la capacidad de expeler gases. El público delira por esto.
- En la película Amarcord de Federico Fellini el personaje del abuelo se aparta luego de la comida a una habitación para llevar a cabo ejercicios con las piernas y mientras cuenta se tira pedos.
- En la película Amadeus (1984) de Miloš Forman, durante una fiesta de disfraces, el protagonista Wolfgang Amadeus Mozart remeda burlonamente a Antonio Salieri haciendo reír a todos, tras lo cual se tira un largo pedo que los hace reír aún más.
- En la película Scooby-Doo (2002) de Raja Gosnell hay una larga y cómica secuencia en la que Shaggy Rogers y el perro danés Scooby Doo se tiran numerosos pedos.
- En la película Fanny y Alexander de Ingmar Bergman un tío del protagonista principal Carl Ekdahl, se tira pedos repetidamente durante la fiesta de Navidad para divertir a los niños.
- En la película Beavis and Butt-Head Do America, los personajes principales encuentran a dos hombres en el desierto, quienes les demuestran su habilidad para expeler gases.
- En la película Diario de una niñera, la protagonista Annie Braddock (interpretado por Scarlett Johansson), deja escapar un pedo en la bañera y es sorprendida por la dueña de casa (Laura Linney).
- En la película Espías como nosotros, Emmett, el personaje interpretado por Chevy Chase, emite un pedo durante la prueba de acceso a los servicios de inteligencia para luego echarle la culpa a un inocente.
- En la película franco italiano La Grande Bouffe (en castellano titulada La gran comilona) de Marco Ferreri Michel, el personaje interpretado por Michel Piccoli, tiene frecuentes ataques de meteorismo y será esta la causa de su grotesca muerte.
- En la película anglo francés Shaun of the Dead conocida como Zombies party (Una noche de muerte) en España y El desesperar de los muertos o Muertos de risa en Hispanoamérica de Edgar Wright, Ed, el personaje interpretado por Nick Frost, tiene el hábito de emitir gases sin sonido pero con muy mal olor. Esto se puede ver por las reacciones de su compañero de cuarto Shaun.
- En la película neozelandés Braindead de Peter Jackson un brioso intestino humano se divierte emitiendo esporádicamente flatulencias contra los protagonistas.
- Como agua para chocolate es una película mexicana basada en el libro homónimo de la escritora mexicana Laura Esquivel fue dirigida por el prestigioso Alfonso Arau en 1992. En ella la protagonista prescribe a su hermana (injustamente casada con su amado) una dieta que empeora su salud, acentuándose el meteorismo, y llevando a la mujer a la muerte mientras «respira» de manera extraña.
- En la película El Balneario de Battle Creek de Alan Parker, George, hijo degenerado del Dr. Kellogg, interrumpe la fiesta de Navidad emitiendo un fragoroso pedo.
- En el largometraje de dibujos animados Shrek de Andrew Adamson se afirma que la flatulencia «está mejor fuera que dentro». El protagonista obtiene el pescado en un río después de su baño para haber matado a varios con su emisión copiosa de flatos.
- En la película El profesor chiflado de Eddie Murphy, interpreta a Sherman Klump, Buddy Amor y a varios miembros de la familia Klump. Entre esos personajes está el padre. Sherman lleva a cenar a su novia a casa de sus padres. Durante la cena su madre, también interpretada por Eddie Murphy, pondera la limpieza del colon como un método para mantenerse inmune. Es entonces cuando el padre dice que quiere tener el colon limpio en ese preciso instante y suelta un sonoro pedo. Y ese pedo será el primero de una seguidilla inmunerable hasta que todos los participantes de la cena se abanique o tapen sus narices.
- En la película Bruce Almighty; (titulada Como Dios en España y Todopoderoso en Hispanoamérica) es una comedia estadounidense de 2003 dirigida por Tom Shadyac y protagonizada por Jim Carrey, Morgan Freeman y Jennifer Aniston. Bruce Nolan (Jim Carrey) es un reportero de noticiario insatisfecho con su trabajo que quiere convertirse en presentador de noticias, esperando un ascenso que le es negado y es otorgado a su compañero de trabajo y enemigo Evan Baxter (Steve Carell). Como consecuencia de esto, insulta a sus entrevistados por su enojo. Es despedido y después de un número de incidentes Nolan se queja y grita contra Dios por las cosas que le han pasado. Al día siguiente Bruce es contactado por el mismo Dios (Morgan Freeman) quien le da sus poderes para que pruebe que puede hacer un mejor trabajo. Bruce abusa egoístamente de sus poderes para humillar a su rival de trabajo haciéndolo quedar en ridículo ante todo el equipo técnico y los espectadores. Para ello le provoca un sonoro y prolongado pedo mientras está al aire en el programa de noticias. Evan se disculpa pero es despedido por ello.
- En la película Mystery Men (‘Hombres misteriosos’) de 1999, el personaje interpretado por Paul Reubens, The Spleen, su poder está su flatulencia.
- En la película Along Came Polly (titulada Y entonces llegó ella en España y Mi novia Polly en Hispanoamérica) es una comedia romántica estadounidense del 2004, escrita y dirigida por John Hamburg, y protagonizada por Ben Stiller, Reubben Feffer y Jennifer Aniston Polly Prince. Philip Seymour Hoffman en el rol de Sandy Lyle confiesa a su amigo Reubben Feffer que ha expelido un gas pero al hacerlo sufrió una defecación accidental y debe retirarse.
- En la película Step Brothers (2008) (titulada Hermanos por pelotas) Brennan Huff (Will Ferrell) tiene treinta y nueve años, vive con su madre, Nancy (Mary Steenburgen), y suele conseguir empleos esporádicos. Dale Doback (John C. Reilly), es un desempleado terminal de cuarenta años que vive con su padre, Robert (Richard Jenkins). Cuando logra tener un contrato lo arruina tirándose un pedo muy prolongado.
- Laberinto; es una película fantástica estadounidense de 1986 dirigida por Jim Henson. En su mayoría el reparto está conformado por títeres y seres fantásticos a excepción del Jennifer Connelly (Sarah) y David Bowie (Jareth el Rey de los Goblins). Durante su aventura, el rey intentará impedir que Sarah llegue a su meta, poniéndola a prueba con juegos mentales, acertijos difíciles e innumerables trampas a lo largo del laberinto, que constantemente cambia. En un pasaje debe cruzar la Laguna del Hedor eterno plagada de rocas que estallan en flatulencias cuando se las pisa.
- La serie animada South Park presenta a dos comediantes, llamados Terrance y Philip, que actúan presentando grandes flatulencias que causan una gran ofensa a los residentes de South Park
- En la serie Babylon Berlin capítulo 2  el Inspector Bruno Wolter deja escapar una flatulencia y se jacta por ello.
- En la película El Suplente de Diego Lerman el personaje de la hija interpretado por Renata Lerman se tira un pedo sonoro cuando los padres la van a despertar a su cuarto. El olor es insoportable y lo festejan abriendo las ventanas.
- En el canal de Youtube Linguriosa, Elena Herraiz explica el origen común de las palabras pedo en castellano y fart en inglés. https://www.youtube.com/shorts/R7c50BWov5Q
- En la película Scary Movie 3, Cindy Campbell (interpretada por Anna Faris) se excusa tras soltar accidentalmente un pequeño gas en uno de los sillones de Shaneequa, el Oráculo, interpretada por Queen Latifah, diciendo que fue el sofá quien provocó ese ruido. Shaneequa arroja un pedo mucho más prominente mientras se sienta en su sillón, esto en modo de burla tras la excusa muy poco creíble de Cindy.
- En la película película estadounidense de fantasía y aventuras The BFG (conocida como Mi amigo el gigante en España y El buen amigo gigante en Hispanoamérica)  dirigida por Steven Spielberg y escrita por Melissa Mathison, basada en la novela El gran gigante bonachón de Roald Dahl tiene un escena de pedos con la Reina de Inglaterra y sus corgis
- En la película  animada producida por Walt Disney Feature Animation y distribuida por Walt Disney Pictures. El rey león (The Lion King en su título original en inglés) Pumba: un inocente facóquero —aunque en la película se refieren a él como un jabalí— que sufre flatulencias y todo el mundo huye de él. Solamente Timón es el único que lo acepta tal como es.
- En la película Pobres Criaturas (en inglés: Poor Things) película irlo-anglo-estadounidense de 2023 dirigida y coproducida por Yorgos Lanthimos, el actor Mark Ruffalo como Duncan Wedderburn deja escapar un flato en una escena que transcurre en el barco que navega hacia Lisboa.

## La flatulencia en celebridades
- El portal de Broadway le hizo preguntas divertidas a actores de musicales, entre ellos Norbert Leo Butz, actor que interpretó a Edward Bloom en el musical de Big Fish, quien reveló que se le escapó un gas justo antes de una nota alta. https://www.youtube.com/watch?v=eUS0HxI7pEs
- En el programa mexicano Venga la alegría, Ricardo Casares y sus compañeros participaban en un juego, y tras la cómica respuesta de su compañera Tanya Rincón, a Casares se le escapó un gas debido a las fuertes carcajadas.
- En el comentario del DVD de la película Los sospechosos de siempre, el actor Kevin Pollak reveló que durante la escena en que todos se reían en la rueda de reconocimiento de la policía, al actor Benicio del Toro se le escaparon repetidos gases, lo que causó las risas de sus compañeros.
- En una entrevista en Sirius XM sobre la película Spider-Man: No Way Home a la cual fueron invitados los protagonistas Tom Holland, Zendaya y Jacob Batalon, Holland reveló que se le escapó un gas sobre Zendaya mientras filmaban una acrobacia.
- En una entrevista sueca con Tom Cruise y Dustin Hoffman promocionando Rain Man, Hoffman soltó un gas mientras Cruise hablaba, causando las risas de ambos.[11]
- Durante una entrevista de James Corden con Josh Hutcherson y Krysten Ritter, Corden le preguntó a Hutcherson respecto a El expreso polar, donde Hutcherson reveló que mientras filmaba una escena con Tom Hanks, accidentalmente se echó un gas sobre Hanks, catalogándolo como el "momento más vergonzoso de su vida".